# Ágnes Szávay
Dans le nom hongrois Szávay Ágnes, le nom de famille précède le prénom, mais cet article utilise l’ordre habituel en français Ágnes Szávay, où le prénom précède le nom.
Ágnes Szávay (en hongrois Szávay Ágnes [ˈsaː.va.i ˈaːg.nɛʃ ]), née le 29 décembre 1988 à Kiskunhalas (Hongrie) est une joueuse de tennis hongroise, professionnelle de 2004 à 2013.

## Style de jeu
Ágnes Szávay joue à une main en coup droit et à deux mains en revers. Son point fort est son revers frappé à plat, plus particulièrement long de ligne. Sa principale faiblesse est sa seconde balle de service. Elle manque aussi de régularité et est parfois sujette à des baisses de régime en cours de match.

## Carrière tennistique

### Carrière junior
En 2005, elle décroche trois titres du Grand Chelem en junior :
- à Roland-Garros, en simple (contre Ioana Raluca Olaru) et en double (avec Victoria Azarenka) ;
- à Wimbledon, en double (avec Victoria Azarenka).

### Débuts
Ágnes Szávay fait son apparition sur le circuit en octobre 2003 et progresse rapidement dans la hiérarchie mondiale. Elle s'octroie un tournoi ITF à Ciampino en 2004 puis passe à la vitesse supérieure, l'année suivante, en disputant la finale du Tournoi de Bogota dès ses premières foulées sur le circuit WTA. Elle s'offre en outre le scalp de deux joueuses du top 100, dont celui de Francesca Schiavone (alors 23e mondiale) aux Internationaux de Modène pour parvenir en demi-finale. Elle fait aussi son baptême de feu en Fed Cup.
Si ses débuts sont hésitants en 2006, la jeune Hongroise obtient néanmoins une invitation pour les qualifications à Roland-Garros. Elle échoue aux portes du grand tableau face à Aravane Rezaï. Encore un peu friable dans les épreuves de premier plan, Szávay engrange de l’expérience sur le circuit ITF, atteignant la finale à Ashland et Houston.

### 2007
L’année 2007 est celle de la révélation. La Hongroise joue les qualifications de l’Open Gaz de France 2007 et sort Kaia Kanepi au premier tour. Elle parvient à accéder au grand tableau à Doha et enchaîne avec une probante demi-finale dans son pays, à Budapest, marquée par des victoires sur Elena Likhovtseva et Émilie Loit. Elle s’adjuge le titre en double associée à Vladimíra Uhlířová. Elle ajoute l’ITF de Zagreb à son palmarès, se préparant idéalement à fouler la terre battue de Roland Garros. Elle y est éliminée très difficilement au second tour par la tête de série numéro 9 (Anna Chakvetadze) et entre à la fin de la quinzaine parmi les cent meilleures joueuses du monde. Elle fait un parcours similaire à Wimbledon (battue par Alona Bondarenko).
En pleine confiance, elle gagne les Internationaux de Palerme, le premier titre WTA en simple de sa carrière et s’installe parmi les cinquante premières du classement. Elle est la première Hongroise à remporter un tournoi depuis Zsofia Gubacsi en 2001. Peu après, elle excelle à New Haven en sortant successivement Dominika Cibulková, Samantha Stosur, Daniela Hantuchová, Alona Bondarenko et enfin Eléni Daniilídou, avant de rendre les armes contre Svetlana Kuznetsova en finale (sur abandon après avoir remporté le 1er set). C’est cette même Russe qui lui barre la route des demi-finales à l'US Open. Au terme d'une finale très disputée face à Jelena Janković, elle ajoute l'Open de Chine à son palmarès en septembre : au bénéfice de cette victoire, elle fait pour la première fois son entrée dans le top 20, terminant précisément la saison 20e mondiale.

### 2008
Sa saison débute à Gold Coast où elle est défaite d’entrée par Yuliana Fedak. Elle connaît plus de réussite en double associée à la Russe Dinara Safina en survolant le tournoi sans perdre un set.
Contre toute attente, elle est surprise au premier tour de l'Open d'Australie par Ekaterina Makarova, 110e mondiale. En Fed Cup, elle ne parvient pas à porter l'équipe de Hongrie en seconde division du groupe mondial.
Ágnes Szávay rebondit à l'occasion de l'Open Gaz de France 2008 à Paris en se hissant en finale. Elle bat notamment la tête de série numéro 2 Daniela Hantuchová en quart puis Elena Dementieva en demi-finale. Elle manque la dernière marche contre Anna Chakvetadze. En Grand Chelem, elle obtient son résultat le plus significatif à Wimbledon où elle atteint le 4e tour. Elle conclut la saison au 28e rang, soit huit de moins qu'un an plus tôt.

### 2009
2009 la voit chuter au premier tour des quatre premiers tournois qu'elle dispute, y compris à l'Open d'Australie. Elle se ressaisit à Acapulco (quart de finale perdu contre Venus Williams). Huitième de finaliste à Roland-Garros, Szávay tient son premier succès depuis deux ans en triomphant « à domicile », au Grand Prix de Budapest contre Patty Schnyder.

### 2010
Agnes gagne deux titres consécutifs en juillet 2010 : Budapest et Prague.

### Fin de carrière
En février 2013, Szávay, qui n'avait pas joué depuis l'US Open 2012, annonce la fin de sa carrière professionnelle en raison de douleurs chroniques au dos.

## Palmarès

### Titres en simple dames
| No | Date       | Nom et lieu du tournoi            | Catégorie | Dotation  | Surface      | Finaliste        | Score          |          |
| -- | ---------- | --------------------------------- | --------- | --------- | ------------ | ---------------- | -------------- | -------- |
| 1  | 16-07-2007 | Internazionali Femminili, Palerme | Tier IV   | 145 000 $ | Terre (ext.) | Martina Müller   | 6-0, 6-1       | Parcours |
| 2  | 17-09-2007 | China Open, Pékin                 | Tier II   | 600 000 $ | Dur (ext.)   | Jelena Janković  | 6-77, 7-5, 6-2 | Parcours |
| 3  | 06-07-2009 | GDF Suez Grand Prix, Budapest     | Intern'l  | 220 000 $ | Terre (ext.) | Patty Schnyder   | 2-6, 6-4, 6-2  | Parcours |
| 4  | 05-07-2010 | GDF Suez Grand Prix, Budapest     | Intern'l  | 220 000 $ | Terre (ext.) | Patty Schnyder   | 6-2, 6-4       | Parcours |
| 5  | 12-07-2010 | ECM Open, Prague                  | Intern'l  | 220 000 $ | Terre (ext.) | Barbora Strýcová | 6-2, 1-6, 6-2  | Parcours |

### Finales en simple dames
| No | Date       | Nom et lieu du tournoi                | Catégorie | Dotation  | Surface    | Vainqueure          | Score         |          |
| -- | ---------- | ------------------------------------- | --------- | --------- | ---------- | ------------------- | ------------- | -------- |
| 1  | 20-08-2007 | Pilot Pen Tennis by Schick, New Haven | Tier II   | 600 000 $ | Dur (ext.) | Svetlana Kuznetsova | 4-6, 3-0, ab. | Parcours |
| 2  | 04-02-2008 | Open Gaz de France, Paris             | Tier II   | 600 000 $ | Dur (int.) | Anna Chakvetadze    | 6-3, 2-6, 6-2 | Parcours |

### Titres en double dames
| No | Date       | Nom et lieu du tournoi                   | Catégorie | Dotation  | Surface      | Partenaire         | Finalistes                          | Score    |          |
| -- | ---------- | ---------------------------------------- | --------- | --------- | ------------ | ------------------ | ----------------------------------- | -------- | -------- |
| 1  | 23-04-2007 | Grand Prix Budapest                      | Tier III  | 175 000 $ | Terre (ext.) | Vladimíra Uhlířová | Martina Müller Gabriela Navrátilová | 7-5, 6-2 | Parcours |
| 2  | 31-12-2007 | Mondial Australian Women's HC Gold Coast | Tier III  | 175 000 $ | Dur (ext.)   | Dinara Safina      | Yan Zi Zheng Jie                    | 6-1, 6-2 | Parcours |

### Finales en double dames
| No | Date       | Nom et lieu du tournoi                 | Catégorie | Dotation    | Surface         | Vainqueures                      | Partenaire         | Score     |          |
| -- | ---------- | -------------------------------------- | --------- | ----------- | --------------- | -------------------------------- | ------------------ | --------- | -------- |
| 1  | 26-04-2004 | Tippmix Grand Prix Budapest            | Tier V    | 110 000 $   | Terre (ext.)    | Petra Mandula Barbara Schett     | Virág Németh       | 6-3, 6-2  | Parcours |
| 2  | 24-10-2005 | Gaz de France Stars Hasselt            | Tier III  | 170 000 $   | Moquette (int.) | Émilie Loit Katarina Srebotnik   | Michaëlla Krajicek | 6-3, 6-4  | Parcours |
| 3  | 20-02-2006 | Copa Colsanitas Seguros Bolivar Bogota | Tier III  | 175 000 $   | Terre (ext.)    | Gisela Dulko Flavia Pennetta     | Jasmin Wöhr        | 7-61, 6-1 | Parcours |
| 4  | 26-02-2007 | Qatar Total Open Doha                  | Tier II   | 1 340 000 $ | Dur (ext.)      | Martina Hingis Maria Kirilenko   | Vladimíra Uhlířová | 6-1, 6-1  | Parcours |
| 5  | 23-07-2007 | Gastein Ladies Bad Gastein             | Tier III  | 175 000 $   | Terre (ext.)    | Lucie Hradecká Renata Voráčová   | Vladimíra Uhlířová | 6-3, 7-5  | Parcours |
| 6  | 12-07-2010 | ECM Open Prague                        | Intern'l  | 220 000 $   | Terre (ext.)    | Timea Bacsinszky Tathiana Garbin | Monica Niculescu   | 7-5, 7-64 | Parcours |

## Parcours en Grand Chelem

### En simple dames
| Année | Open d'Australie | Open d'Australie   | Internationaux de France | Internationaux de France | Wimbledon       | Wimbledon          | US Open         | US Open             |
| ----- | ---------------- | ------------------ | ------------------------ | ------------------------ | --------------- | ------------------ | --------------- | ------------------- |
| 2007  | -                | -                  | 2e tour (1/32)           | Anna Chakvetadze         | 2e tour (1/32)  | Alona Bondarenko   | 1/4 de finale   | Svetlana Kuznetsova |
| 2008  | 1er tour (1/64)  | Ekaterina Makarova | 3e tour (1/16)           | Petra Kvitová            | 4e tour (1/8)   | Zheng Jie          | 2e tour (1/32)  | Tathiana Garbin     |
| 2009  | 1er tour (1/64)  | Galina Voskoboeva  | 4e tour (1/8)            | Dominika Cibulková       | 1er tour (1/64) | Kirsten Flipkens   | 1er tour (1/64) | Shahar Peer         |
| 2010  | 2e tour (1/32)   | Li Na              | 2e tour (1/32)           | Nadia Petrova            | 1er tour (1/64) | Ekaterina Makarova | 2e tour (1/32)  | Flavia Pennetta     |
| 2011  | -                | -                  | 1er tour (1/64)          | Olga Govortsova          | -               | -                  | -               | -                   |
| 2012  | -                | -                  | -                        | -                        | -               | -                  | 1er tour (1/64) | Gréta Arn           |

À droite du résultat, l’ultime adversaire.

### En double dames
| Année | Open d'Australie             | Open d'Australie           | Internationaux de France     | Internationaux de France    | Wimbledon                     | Wimbledon                  | US Open                       | US Open                   |
| ----- | ---------------------------- | -------------------------- | ---------------------------- | --------------------------- | ----------------------------- | -------------------------- | ----------------------------- | ------------------------- |
| 2006  | 3e tour (1/8) M. Krajicek    | Cara Black Rennae Stubbs   | 1er tour (1/32) M. Krajicek  | A.-L. Grönefeld Shaughnessy | -                             | -                          | -                             | -                         |
| 2007  | 2e tour (1/16) M. Krajicek   | D. Hantuchová Ai Sugiyama  | 3e tour (1/8) V. Uhlířová    | Lisa Raymond S. Stosur      | 2e tour (1/16) V. Uhlířová    | Sania Mirza Shahar Peer    | 1/2 finale V. Uhlířová        | Chan Yung-Jan Chuang C.J. |
| 2008  | 1er tour (1/32) M. Kirilenko | L. Davenport D. Hantuchová | 3e tour (1/8) Dinara Safina  | A. Bondarenko K. Bondarenko | 3e tour (1/8) Dinara Safina   | V. Azarenka Shahar Peer    | -                             | -                         |
| 2009  | 3e tour (1/8) Elena Vesnina  | D. Hantuchová Ai Sugiyama  | 2e tour (1/16) Gisela Dulko  | S. Williams V. Williams     | 1er tour (1/32) Chan Yung-Jan | V. Dushevina T. Perebiynis | 2e tour (1/16) V. Razzano     | B. Mattek Nadia Petrova   |
| 2010  | 2e tour (1/16) Roberta Vinci | V. Dushevina An. Rodionova | 2e tour (1/16) Dinara Safina | Cara Black Elena Vesnina    | 1/4 de finale Julia Görges    | Gisela Dulko F. Pennetta   | 1er tour (1/32) P. Schnyder   | Anabel Medina Yan Zi      |
| 2011  | -                            | -                          | 2e tour (1/16) L. Dekmeijere | Květa Peschke K. Srebotnik  | -                             | -                          | -                             | -                         |
| 2012  | -                            | -                          | -                            | -                           | -                             | -                          | 1er tour (1/32) Melinda Czink | A. Hlaváčková L. Hradecká |

Sous le résultat, la partenaire ; à droite, l’ultime équipe adverse.

### En double mixte
| Année | Open d'Australie           | Open d'Australie      | Internationaux de France | Internationaux de France | Wimbledon                   | Wimbledon              | US Open | US Open |
| 2008  | 2e tour (1/8) Leander Paes | Chuang C.J. J. Erlich | -                        | -                        | 2e tour (1/16) Yves Allegro | Cara Black Paul Hanley | -       | -       |

Sous le résultat, le partenaire ; à droite, l’ultime équipe adverse.

## Parcours en «Premier Mandatory» et «Premier 5»
Découlant d'une réforme du circuit WTA inaugurée en 2009, les tournois WTA « Premier Mandatory » et « Premier 5 » constituent les catégories d'épreuves les plus prestigieuses, après les quatre levées du Grand Chelem.

### En simple dames
| Année |              | Premier Mandatory            | Premier Mandatory                | Premier Mandatory           | Premier Mandatory             |       | Premier 5 | Premier 5              | Premier 5                    | Premier 5                   | Premier 5                  | Premier 5 | Premier 5                     |
| Année | Indian Wells | Miami                        | Madrid                           | Pékin                       |                               | Dubaï | Rome      | Canada                 | Cincinnati                   |                             | Tokyo                      |           |                               |
| Année | Indian Wells | Miami                        | Madrid                           | Pékin                       |                               | Doha  | Rome      | Canada                 | Cincinnati                   |                             | Wuhan                      |           |                               |
| Année | Indian Wells | Miami                        | Madrid                           | Pékin                       |                               |       | Rome      | Canada                 | Cincinnati                   |                             |                            |           |                               |
| 2009  |              | 4e tour (1/8) A. Radwańska   | 4e tour (1/8) V. Azarenka        | 1/4 de finale A. Mauresmo   | 1er tour (1/32) A. Bondarenko |       |           | 1er tour (1/32) C. Pin | 1er tour (1/32) C. Wozniacki | 2e tour (1/16) A. Radwańska | 2e tour (1/16) F. Pennetta |           | 1er tour (1/32) G. Dulko      |
| 2010  |              | 3e tour (1/16) C. Suárez     | 3e tour (1/16) S. Kuznetsova     | 1er tour (1/32) P. Schnyder | 1er tour (1/32) E. Vesnina    |       |           |                        |                              | 3e tour (1/8) V. Zvonareva  |                            |           | 1er tour (1/32) S. Kuznetsova |
| 2011  |              | 2e tour (1/32) A. Kleybanova | 2e tour (1/32) A. Pavlyuchenkova | 2e tour (1/16) D. Cibulková |                               |       |           |                        |                              |                             |                            |           |                               |

Sous le résultat, l’ultime adversaire.

### En double dames
| Année                      | Premier Mandatory   | Premier Mandatory          | Premier Mandatory        | Premier Mandatory     | Premier Mandatory | Premier Mandatory      | Premier Mandatory | Premier Mandatory | Premier 5 | Premier 5 | Premier 5 | Premier 5               | Premier 5 | Premier 5 | Premier 5 | Premier 5 | Premier 5  | Premier 5  | Premier 5 | Premier 5 | Premier 5 | Premier 5 |
| Année                      | Indian Wells        | Indian Wells               | Miami                    | Miami                 | Madrid            | Madrid                 | Pékin             | Pékin             | Dubaï     | Dubaï     | Doha      | Doha                    | Rome      | Rome      | Canada    | Canada    | Cincinnati | Cincinnati | Tokyo     | Tokyo     | Wuhan     | Wuhan     |
| -------------------------- | ------------------- | -------------------------- | ------------------------ | --------------------- | ----------------- | ---------------------- | ----------------- | ----------------- | --------- | --------- | --------- | ----------------------- | --------- | --------- | --------- | --------- | ---------- | ---------- | --------- | --------- | --------- | --------- |
| 2009                       |                     |                            |                          |                       |                   |                        |                   |                   |           |           |           |                         |           |           |           |           |            |            |           |           |           |           |
| 1er tour (1/16) Radwańska  | Llagostera Martínez | 1er tour (1/16) Radwańska  | Kirilenko Pennetta       | 2e tour (1/16) Safina | Forfait           | 2e tour (1/8) Vinci    | Black Huber       | —                 | —         |           |           | 2e tour (1/8) Radwańska | Forfait   | —         | —         | —         | —          | —          | —         |           |           |           |
| 2010                       |                     |                            |                          |                       |                   |                        |                   |                   |           |           |           |                         |           |           |           |           |            |            |           |           |           |           |
| —                          | —                   | —                          | —                        | 2e tour (1/8) Safina  | Forfait           | 1/4 de finale Strýcová | Dushevina Parra   | —                 | —         |           |           | —                       | —         | —         | —         | —         | —          | —          | —         |           |           |           |
| 2011                       |                     |                            |                          |                       |                   |                        |                   |                   |           |           |           |                         |           |           |           |           |            |            |           |           |           |           |
| 1er tour (1/16) Bacsinszky | Grandin Uhlířová    | 1er tour (1/16) Bacsinszky | Mattek-Sands Shaughnessy | —                     | —                 | —                      | —                 | —                 | —         |           |           | —                       | —         | —         | —         | —         | —          | —          | —         |           |           |           |

N.B. : le nom de la partenaire se trouve sous le résultat ; le nom des ultimes adversaires se trouve à droite.

## Parcours aux Jeux olympiques

### En simple dames
| # | Date       | Nom de l'olympiade             | Surface      | Résultat        | Ultime adversaire | Score         |          |
| - | ---------- | ------------------------------ | ------------ | --------------- | ----------------- | ------------- | -------- |
| 1 | 11/08/2008 | Olympic Tennis Event Pékin     | Dur (ext.)   | 1er tour (1/32) | Zheng Jie         | 4-6, 6-3, 7-5 | Parcours |
| 2 | 28/07/2012 | Olympic Tennis Event Wimbledon | Gazon (ext.) | 1er tour (1/32) | Elena Baltacha    | 6-3, 6-3      | Parcours |

### En double dames
| # | Date       | Nom de l'olympiade             | Surface      | Résultat        | Partenaire  | Ultimes adversaires              | Score          |          |
| - | ---------- | ------------------------------ | ------------ | --------------- | ----------- | -------------------------------- | -------------- | -------- |
| 1 | 11/08/2008 | Olympic Tennis Event Pékin     | Dur (ext.)   | 1er tour (1/16) | Gréta Arn   | Ayumi Morita Ai Sugiyama         | 6-3, 6-3       | Parcours |
| 2 | 28/07/2012 | Olympic Tennis Event Wimbledon | Gazon (ext.) | 1er tour (1/16) | Tímea Babos | Andrea Hlaváčková Lucie Hradecká | 6-1, 6-75, 6-2 | Parcours |

## Classements WTA en fin de saison

### En simple
| Année | 2004 | 2005 | 2006 | 2007 | 2008 | 2009 | 2010 | 2011 | 2012 |
| Rang  | 378  | 181  | 207  | 20   | 28   | 40   | 37   | 256  | 1025 |

Source : (en) « Classements de Ágnes Szávay », sur le site officiel du WTA Tour

### En double
| Année | 2004 | 2005 | 2006 | 2007 | 2008 | 2009 | 2010 | 2011 |
| Rang  | 275  | 95   | 104  | 26   | 64   | 90   | 57   | 237  |

Source : (en) « Classements de Ágnes Szávay », sur le site officiel du WTA Tour